# Acheux-en-Vimeu
Acheux-en-Vimeu is een gemeente in het Franse departement Somme (regio Hauts-de-France) en telt 503 inwoners (2005). De plaats maakt deel uit van het arrondissement Abbeville.

## Geografie
De oppervlakte van Acheux-en-Vimeu bedraagt 12,3 km², de bevolkingsdichtheid is 40,9 inwoners per km².
De onderstaande kaart toont de ligging van Acheux-en-Vimeu met de belangrijkste infrastructuur en aangrenzende gemeenten.

## Demografie
Onderstaande figuur toont het verloop van het inwonertal (bron: INSEE-tellingen).